# Accelerated Mobile Pages
AMP (originalmente Accelerated Mobile Pages) es una tecnología web de código abierto desarrollada por el AMP Open Source Project. Se trata de un framework enfocado principalmente en la creación de páginas web optimizadas para cargar rápidamente en dispositivos móviles. Fue creado originalmente por Google como competidor de Facebook Instant Articles y Apple News. AMP está optimizado para la navegación web móvil y pretende ayudar a que las páginas web se carguen más rápido. Las páginas AMP pueden ser almacenadas en caché por una CDN, como Microsoft Bing o las cachés AMP de Cloudflare, lo que permite que las páginas se sirvan más rápidamente.

## Historia

### Anuncio y lanzamiento
El proyecto fue anunciado por Google el 7 de octubre de 2015, como competidor de Facebook Instant Articles y Apple News. Varias compañías y publicadores (incluyendo Twitter, Pinterest, LinkedIn y WordPress) fueron anunciados como colaboradores iniciales con el Proyecto AMP.
Las páginas AMP fueron expuestas a los usuarios por primera vez en febrero de 2016, en los resultados de búsqueda de Google, desde navegadores móviles. Inicialmente estaban limitadas a la sección de "Historias Destacadas", pero en septiembre de 2016, Google comenzó a enlazar contenido AMP en la sección principal de resultados. Actualmente, los enlaces a páginas AMP son identificados con el ícono de un rayo.

### Crecimiento y expansión
En mayo de 2017 Google informó que había 900 000 dominios con más de 2 millones de páginas que utilizaban AMP. Para el año 2020, varios sitios web, como Reddit, Tumblr, eBay y Weibo, y buscadores, como Bing y Baidu se habían sumado al proyecto.

## Tecnología

### Visualización desde navegadores
Las páginas de AMP pueden mostrarse en la mayoría de navegadores modernos. Cuando una página web estándar tiene una contraparte de AMP, puede ser enlazada mediante una etiqueta HTML en el código fuente de la página estándar. Gracias a esto, la mayoría de las páginas de AMP pueden ser fácilmente detectables por los rastreadores web de terceros, como los motores de búsqueda y otros sitios web de referencia, que pueden optar por enlazar a la versión AMP de una página web en lugar de la versión estándar.

### Framework
El framework AMP consta de tres componentes:
- AMP HTML, que «extiende» el HTML estándar, mediante componentes web;
- AMP JavaScript, que gestiona la carga de recursos; y
- AMP Cachés, que pueden servir y validar páginas AMP.[11]

La mayoría de las páginas AMP son cacheadas por el caché AMP de Google, aunque existen otras implementaciones, como la de Cloudflare, que fue lanzada en marzo de 2017.

### Integraciones con terceros
Cualquier persona u organización puede construir productos o características que funcionen en páginas AMP, siempre que cumplan con las especificaciones. En julio de 2017, en el sitio web del Proyecto AMP, figuraban alrededor de 120 empresas publicitarias y 30 empresas analíticas como participantes del proyecto AMP.

### Rendimiento
Google informó que las páginas AMP que aparecen en su motor de búsqueda normalmente se cargan en menos de un segundo y utilizan 10 veces menos datos que sus equivalentes «estándar». CNBC informó de una disminución de, aproximadamente, cuatro veces en el tiempo de carga sus páginas AMP sobre sus páginas que no usan AMP. Gizmodo informó, a su vez, que sus páginas de AMP cargan aproximadamente tres veces más rápido que sus páginas que no utilizaban AMP.

## Recepción

### Comparación con Facebook Instant Articles y Apple News
AMP se compara a menudo con Facebook Instant Articles y Apple News. Los tres formatos se anunciaron en 2015 con el objetivo declarado de hacer el contenido móvil más rápido y más fácil de consumir. Richard Gingras, empleado de Google y partidario del Proyecto AMP señala que:

Existe una gran diferencia entre tener una plataforma propietaria que dice que es abierta, y tener una plataforma de código abierto que esta abierta a cualquiera para modificar y adaptar. Es la diferencia entre decir "ven a mi jardín amurallado" y no tener un jardín amurallado.

### Control por parte de Google
Varios editores y observadores de la industria de la teconlogía han expresado su preocupación por el papel de Google en el Proyecto AMP, sobre todo en relación con el Caché AMP, ya que este permitiría que el usuario nunca salga de Google realmente, lo que garantizaría un flujo constante de ingresos publicitarios y un control mayor sobre los sitios que lo utilicen. Google refuta estas acusaciones,[cita requerida] afirmando que AMP debe ser una iniciativa de la industria colaborativa para que tenga éxito en el largo plazo. En septiembre de 2018, Google comenzó una transición a un sistema de gobierno calificado como "más abierto" para el Proyecto AMP, creando un comité compuesto de los publicadores que usan AMP.

### Explotación para fines maliciosos
Algunos observadores creen que AMP favorece la proliferación de intentos de phishing, ya que las páginas que utilizan AMP HTML se comparten estilos entre sí.
En mayo de 2017, «crackers», aparentemente de nacionalidad rusa, realizaron un ataque de phishing en el que utilizaron el caché de Google de páginas AMP para hacer parecer que una URL era segura y provenía de Google.
Google anunció que, a partir de febrero de 2018, las páginas AMP deben ser casi idénticas a su versión canónica.